# أزهار مكسورة (فلم)
أزهار مكسورة (بالإنجليزية: Broken Flowers) ، هي فيلم أمريكي-فرنسي من نوع دراما وكوميديا ، أنتجت عام 2005م ، من بطولة بيل موري وجيفري رايت وشارون ستون وكريستوفر ماكدونالد.